# Xã Marboe, Quận Sargent, Bắc Dakota
Xã Marboe (tiếng Anh: Marboe Township) là một xã thuộc quận Sargent, tiểu bang Bắc Dakota, Hoa Kỳ. Năm 2010, dân số của xã này là 29 người.